# Balosave, Nikšić
Balosave este un sat din comuna Nikšić, Muntenegru. Conform datelor de la recensământul din 2003, localitatea are 42 de locuitori (la recensământul din 1991 erau 63 de locuitori).

## Demografie
În satul Balosave locuiesc 39 de persoane adulte, iar vârsta medie a populației este de 50,9 de ani (44,1 la bărbați și 60,7 la femei). În localitate sunt 16 gospodării, iar numărul mediu de membri în gospodărie este de 2,63.
Populația localității este foarte eterogenă.
|  |

| Demografie | Demografie | Demografie |
| An         | Locuitori  | Locuitori  |
| ---------- | ---------- | ---------- |
|            |            |            |
|            |            |            |
|            |            |            |
|            |            |            |
| 1948       | 153        |            |
| 1953       | 169        |            |
| 1961       | 135        |            |
| 1971       | 127        |            |
| 1981       | 106        |            |
| 1991       | 63         | 63         |
| 2003       | 42         | 42         |

| \| Componența etnică conform recensământului din 2003[2] \| Componența etnică conform recensământului din 2003[2] \| Componența etnică conform recensământului din 2003[2] \| Componența etnică conform recensământului din 2003[2] \| Componența etnică conform recensământului din 2003[2] \| \| ----------------------------------------------------- \| ----------------------------------------------------- \| ----------------------------------------------------- \| ----------------------------------------------------- \| ----------------------------------------------------- \| \| \| \| \| \| \| \| Sârbi \| Sârbi \| \| 21 \| 50% \| \| Muntenegreni \| Muntenegreni \| \| 14 \| 33,33% \| \| necunoscută \| necunoscută \| \| 7 \| 16,66% \| |              |  |    |        |
| Componența etnică conform recensământului din 2003 |              |  |    |        |
| |              |  |    |        |
| Sârbi | Sârbi        |  | 21 | 50%    |
| Muntenegreni | Muntenegreni |  | 14 | 33,33% |
| necunoscută | necunoscută  |  | 7  | 16,66% |